# Mohamed Zoghbi
Mohamed Zoghbi (ur. 23 stycznia 1981) – algierski zapaśnik walczący w stylu klasycznym. Zajął 40 miejsce na mistrzostwach świata w 2007. Złoty medalista igrzysk afrykańskich w 2007 i brązowy w 2003.
Zdobył pięć medali na mistrzostwach Afryki w latach 2001 – 2006. Czwarty na igrzyskach śródziemnomorskich w 2001 roku.